# Billy Hurley (cầu thủ bóng đá)
William Henry Hurley (sinh ngày 11 tháng 12 năm 1959 ở Leytonstone, London Borough of Waltham Forest) là một cựu cầu thủ bóng đá chuyên nghiệp người Anh thi đấu ở Football League, ở vị trí tiền đạo.